# Polnische Eishockeyliga 1947/48
Die Saison 1947/48 war die 13. Austragung der polnischen Eishockeymeisterschaft. Meister wurde zum insgesamt vierten Mal in der Vereinsgeschichte KS Cracovia. Ursprünglich nahmen 16 Mannschaften an der Meisterschaft teil, jedoch mussten zahlreiche Spiele abgesagt werden, woraufhin der polnische Eishockeyverband den Meistertitel an den Favoriten KS Cracovia vergab. Der Meistertitel gilt aus diesem Grund umstritten, wird jedoch von KS Cracovia als regulärer Titel aufgeführt.

## Qualifikation
- KS Pomorzanin Toruń – KS Cracovia 3:2/0:2 n. V.